# Renshinkai
Renshinkai (jap. 錬身会 renshinkai) – styl aikidō utworzony przez Tsutomu Chida w 2008 roku jako odłam Yōshinkan Aikido.
Założone treningowe oraz sposób wykonywania technik nie odbiega znacznie od Yōshinkan Aikido. Duże nacisk kładzie się na trenowanie sześciu podstawowych ruchów (kihon dosa).
Renshinkai Aikido nauczane jest w Japonii, jak i poza jej granicami (m.in. w Rosji, USA, Kanadzie i Brazylii). Od 2013 roku w Polsce zajęcia Renshinkai Aikido prowadzi Klub Sportowy "BuJuKan" działający w Będzinie.